# Сарду, Викторьен
Викторьен Сарду (фр. Victorien Sardou; 5 сентября 1831[…], former 9th arrondissement of Paris — 8 ноября 1908[…], Париж, Третья французская республика или Марли-ле-Руа) — французский драматург, царивший на парижской сцене периода Второй империи. Сарду принадлежит 70 пьес, многие из которых были специально написаны для модных актрис Сары Бернар и Виржини Дежазе. Его «комедия нравов» Les Pattes de mouche (1860) долгое время считалась образцом безупречно построенной пьесы. В 1863 году В. Сарду был награждён орденом Почётного легиона, в 1877 году стал членом Французской академии.

## Творчество
Вначале изучал медицину, затем давал уроки, писал статьи в журналах, дебютировал в драматической литературе комедией (1854). В творческом наследии Сарду встречаются комедии-водевили («Nos intimes»), комедии нравов («Maison neuve», 1866), бытовые драмы («Dora», 1877; «Odette», 1881), исторические комедии («M-me Sans-Gêne», 1893) и даже трагедия («Patrie», 1869, в русском переводе «Граф де Ризоор»). В конце XIX века многие из пьес Сарду с успехом шли на русской сцене («Нервные люди», перев. Вальден; «M-me Сан-Жен», перев. Ф. Корша; «Граф де Ризоор», перев. Арбенина; «Запретный плод», перев. Дмитриева). Джакомо Пуччини написал по пьесе Сарду «Тоска» одноимённую оперу.
Работы Сарду отличают мастерское ведение интриги, острые неожиданные положения, пристрастие к сценическим эффектам, злободневные (точнее — модные) темы. В начале XX века Сарду стремительно теряет популярность и подвергается беспощадной критике (в частности, со стороны Бернарда Шоу) за пристрастие к стандартным сюжетным ходам и театральным приёмам, а также безыдейность. Эмиль Золя писал, что Сарду использует в своих пьесах удачный шаблон, ради успеха ориентируясь на невзыскательные вкусы публики. Также отмечая, что несмотря на то, что он пишет с воодушевлением и обладает замечательным сценическим чутьём, но при этом не в силах создать значительное, долговечное произведение. В России пьесы Сарду вызвали резкую критику М. Е. Салтыкова-Щедрина в статье «Драматурги — паразиты во Франции» (Полн. собр. соч., т. 5, 1937, с. 219).
Образы Сарду схематичны, резко разграничиваются на положительные и отрицательные; первые идеализированы и героизированы, вторые — в комедиях нередко подчеркнуто карикатурны, а в драмах превращаются в «коварных злодеев».
На основе пьес Сарду написаны оперы «Родина!» Эмиля Паладиля (1886), «Федора» (1898) и «Мадам Сан-Жен» (1915) Умберто Джордано, «Тоска» Пуччини (1900) и др.

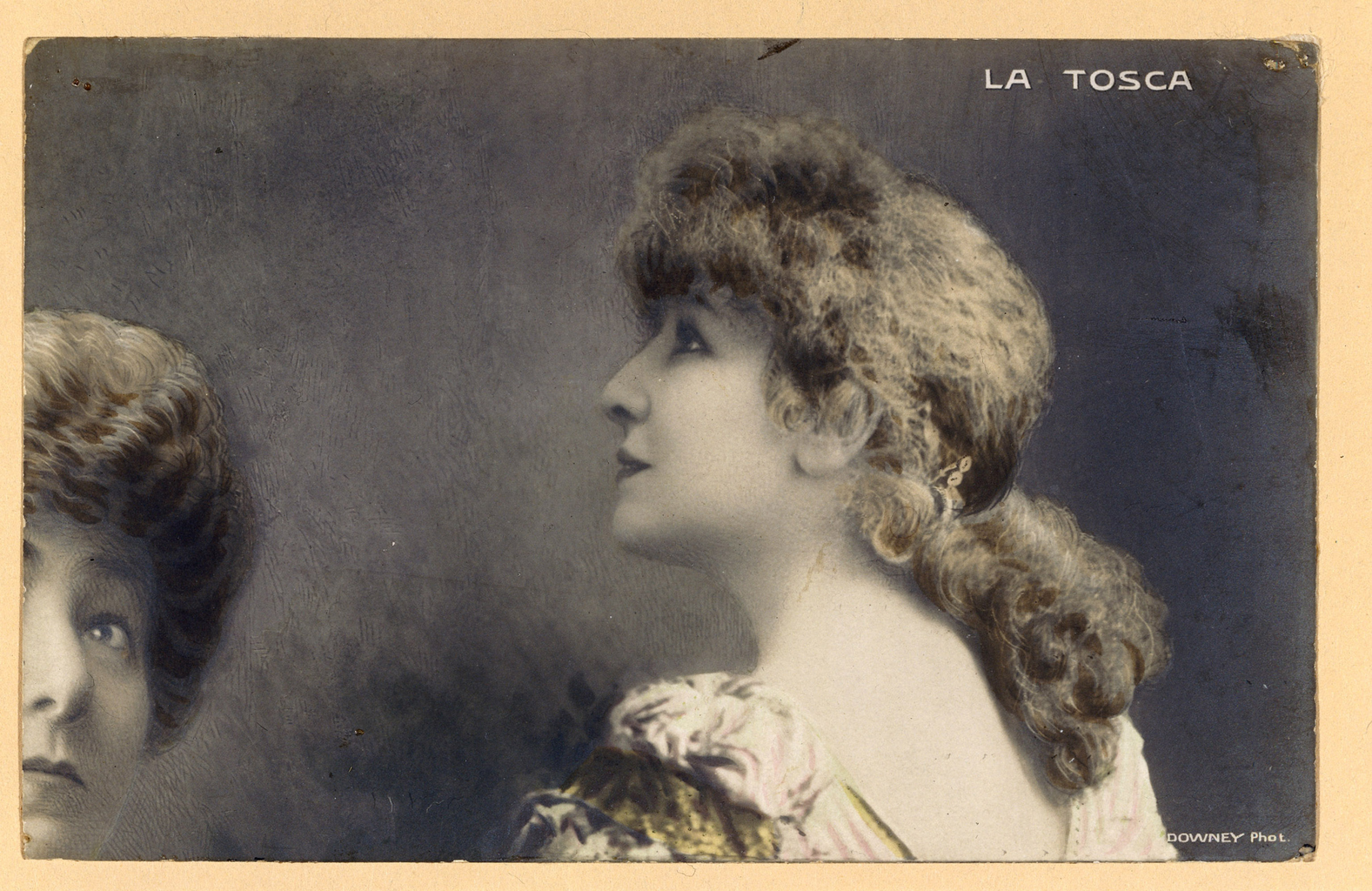
Сара Бернар в драме В. Сарду "Тоска". Почтовая открытка

Зять (муж дочери) — драматург Робер де Флер.
По имени героини пьесы Сарду «Федора» (1882) княгини Ромазовой, названа шляпа из мягкого фетра — федора. Главную героиню, вдову графа Горышкина по имени Федора, сыграла Сара Бернар, а для спектакля в театре «Водевиль» был создан головной убор нового типа — шляпа с одной ложбинкой по центру и двумя по бокам. Сарду увлекался спиритизмом и приобрёл репутацию известного медиума. Имя Сарду носит яичное блюдо, созданное по случаю пребывания драматурга в Новом Орлеане. Французское блюдо омар термидор было названо в 1894 году по случаю премьеры пьесы Сарду «Термидор».

## П. Боборыкин о В. Сарду
Среди русских писателей, анализировавших  творчество Викторьена Сарду, следует назвать Петра Боборыкина. В своем очерке «Мир успеха» он хотя и признает одаренность Сарду, но в целом дает нелицеприятную характеристику творчества известного драматурга: «отсутствие глубины при всей внешней талантливости», «ему теперь нечего желать, кроме кресла в академии сорока бессмертных, где есть не один сочинитель во много раз бездарнее его», «чувства меры, присущего настоящему художнику, не сказывается во всех этих штрихах талантливого драматурга» . Правда, в более поздней своей работе «Русский театр» Боборыкин высказывается о Сарду мягче:  «Литературной талантливости в тесном смысле слова у Сарду никак не меньше, чем у Дюма. Он весьма наблюдателен, очерчивает лица бойко и рельефно, в значительной степени обладает комической жилкой, умеет усвоить себе характерный язык различных общественных типов, способен верными и ловкими штрихами изобразить целую совокупность, целую так сказать жизненную формацию, выхваченную из того или иного быта. Как чисто сценический писатель, он талантливее Дюма. Какой вам угодно сюжет вставит он в рамки быстрого и занимательного действия» .